# Fourteener

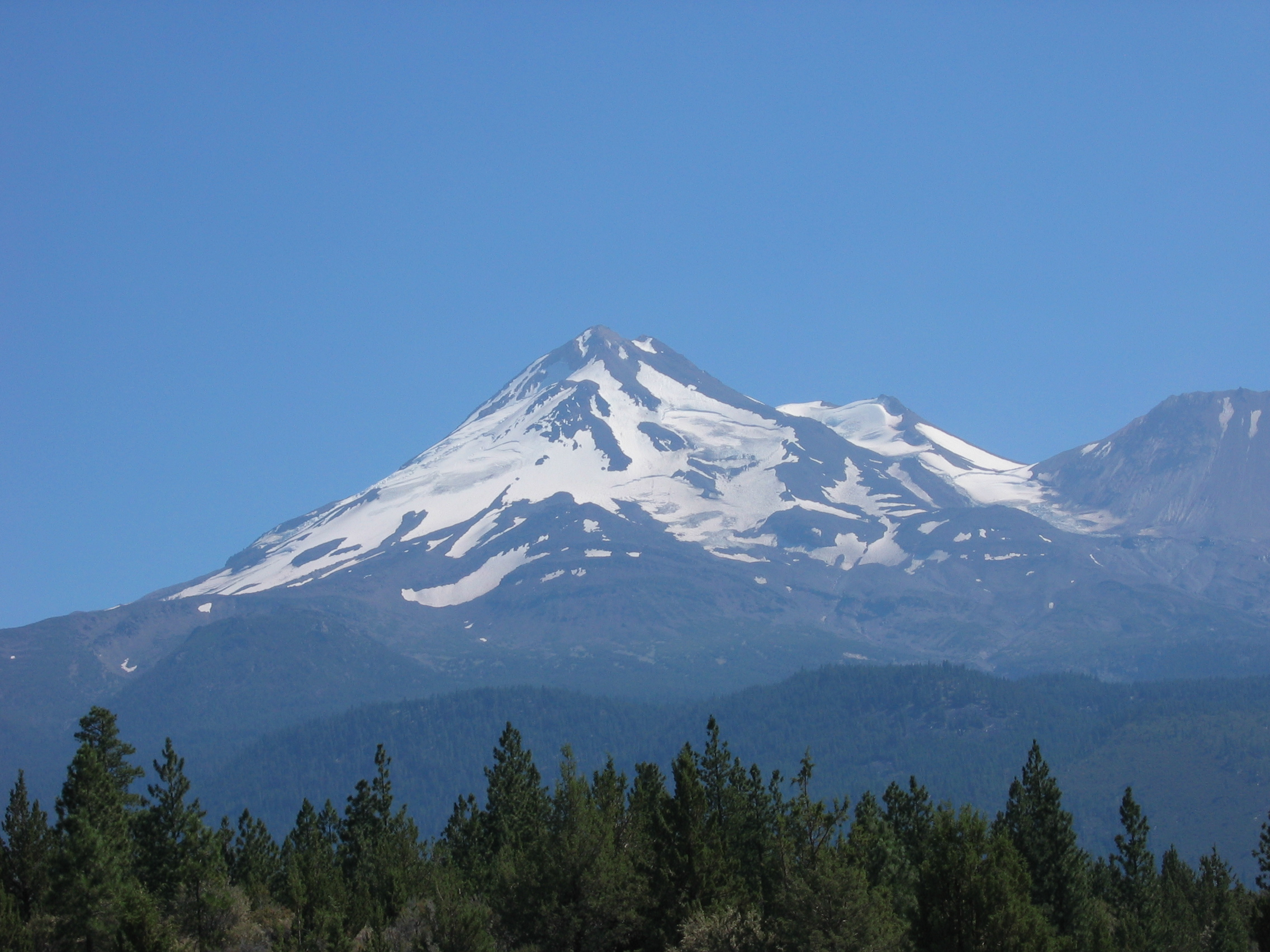
Mont Shasta, un fourteener californien.

Dans le jargon des alpinistes américains, le terme de fourteener s'applique aux sommets de plus de 14 000 pieds (4 267 mètres) d'altitude. Cette limite symbolique ne doit pas être confondue avec celle de l'échelle métrique des 4 000 mètres.
Tous les sommets dépassant les 14 000 pieds ne sont pas considérés comme des fourteeners. Seuls peuvent l'être ceux qui sont indépendants et non secondaires. Ces sommets doivent avoir une proéminence suffisante ou être suffisamment éloignés d'autres sommets plus élevés.
Une règle couramment utilisée par les alpinistes américains est qu'un pic doit posséder au moins 300 pieds (91,44 m) de culminance pour pouvoir être un sommet indépendant : cela signifie que la différence entre l'altitude de son sommet et l'altitude du col qui le relie à un sommet plus élevé doit être d'au moins 300 pieds. D'après cette règle, l'État du Colorado a cinquante-quatre fourteeners, la Californie douze et l'État de Washington deux. Cependant, le sommet secondaire du Liberty Cap dans l'État du Washington, qui a une altitude de 14 112 pieds et 492 pieds de hauteur de culminance est rarement compté comme un fourteener bien qu'il semble respecter les « règles » édictées plus haut.
L'Alaska a seize sommets au-dessus de 14 000 pieds dont onze dépassent également 15 000 pieds (4 572 m). En Alaska, une hauteur de culminance de 200 mètres plutôt que 300 pieds est plus couramment utilisée.
On dénombre quinze fourteeners au Canada et huit au Mexique.
Un débat existe pour savoir si les sommets de plus de 14 999 pieds peuvent encore être comptés parmi les « fourteeners ».